# Bahnhof Inzersdorf Lokalbahn

Inzersdorf Lokalbahn ist ein Bahnhof der Wiener Lokalbahnen (WLB) im Bezirk Liesing in Wien an der Lokalbahn Wien–Baden.

## Geschichte
Der Bahnhof ging zusammen mit der Lokalbahn Wien–Baden in Betrieb. Nach Einstellung des Personenverkehrs und kompletter Schließung des ehemaligen Bahnhofes sowie des Betriebshofs Wien Wolfganggasse, auf welchem ein Park, Wohn- und Gewerbegebiet errichtet wurde, wurde der Lokalbahnhof Inzersdorf von Bedeutung, da sich hier der neue Betriebshof sowie die Hauptverwaltung der Wiener Lokalbahnen AG befindet.
Da sich Bahnhof und Streckeninfrastruktur im Eigentum der WLB befinden, hat der Bahnhof nicht den (bei den Österreichischen Bundesbahnen verwendeten) Namenszusatz „Wien“.

## Betrieb
Es verkehren die Züge von Wien Oper kommend via Matzleinsdorfer Platz, Bahnhof Meidling, Neu Erlaa nach Baden bei Wien.

## Anschluss an den Stadtverkehr
Mehrere Autobuslinien verkehren ebenfalls am Bahnhof. Da die Lokalbahn teilweise nur bis Wiener Neudorf einen Nachtverkehr führt, hat die weitgehend parallel zur Lokalbahnstrecke verlaufende Buslinie zwischen Wien, Baden und Bad Vöslau eine Haltestelle „Triester Straße/Anton-Baumgartner-Straße“ in der Nähe des Bahnhofes Inzersdorf Lokalbahn.
Im Jahr 2024 erreichte die Haltestelle Inzersdorf Lokalbahn mit etwa 920.000 Fahrgästen einen Spitzenwert, der aber teilweise während einer zweimonatigen Sommerbaustelle durch den dort notwendigen Wechsel in einen Schienenersatzverkehr bedingt war.

## Barrierefreiheit
Der Bahnhof ist ebenerdig erreichbar, die neuen Wagen der WLB haben Niederflureinstieg. Es existiert ein Blindenleitsystem. Es erfolgen akustische Ansagen.